# Légifrance
Legifrance er den franske regerings webportal, der er oprettet for at informere offentligheden om landets love og afgørelser fra landets domstole. Den svarer nogenlude til det danske Retsinformation. Derudover virker den som indgang, til andre websider om Frankrigs politiske system.

## Ekstern henvisning
- "legifrance.gouv.fr/" (fransk).